# Rosse spotlijster
De rosse spotlijster (Toxostoma rufum) is een vogel uit de familie van de spotlijsters (Mimidae).

## Kenmerken
De vogel een heeft vosbruine kop en bruine bovendelen op rug en staart. De borst heeft een streep zoals bij de grote lijster. Spotlijsters zijn echter wat forser en langgerekter dan echte lijsters. De ogen van de volwassen zijn geel  die van de jongen zijn grijs
Mannetjes en vrouwtjes zijn qua grootte en kleur hetzelfde. Ze zijn van 23,5 cm tot 30,5 cm lang, met spanwijdte van 9,4 tot 11,1 cm lang

## Leefwijze
Hij zoekt insecten tussen de dode bladeren in de herfst, vandaar zijn Amerikaanse naam thrasher. De vogel weet zich goed te verbergen en is vaak alleen aan zijn roep te herkennen. Hij is in de afgelopen jaren duidelijk wat zeldzamer geworden.

## Verspreiding en leefgebied
Hij komt algemeen voor in het oosten van de Verenigde Staten (in Europa soms als dwaalgast) en is een vogel van tuin- en parklandschappen.
De soort telt 2 ondersoorten:
- T. r. rufum: van zuidoostelijk Canada tot de zuidoostelijke Verenigde Staten.
- T. r. longicauda: van het zuidelijke deel van Centraal-Canada tot de zuidelijke Verenigde Staten.